# Yang Young-ja
Dans ce nom coréen, le nom de famille, Yang, précède le nom personnel Young-ja.
Pour les articles homonymes, voir Yang.
Yang Young-ja, née le 6 juillet 1964, est une joueuse sud-coréenne de tennis de table. Elle a remporté la médaille d'or au tournoi de double des Jeux olympiques d'été de 1988 disputés à Séoul en Corée du Sud. Elle est également championne du monde de double en 1987.

## Palmarès
- Jeux olympiques d'été de 1988 à Séoul
  -  Médaille d'or en double

- Championnats du monde 1987 à New Delhi
  -  Médaille d'or en double
  -  Médaille d'argent en simple
  -  Médaille d'argent par équipe
  -  Médaille de bronze en double mixte

- Championnats du monde 1985 à Göteborg
  -  Médaille de bronze par équipe

- Championnats du monde 1983 à Tokyo
  -  Médaille d'argent en simple